# Gumlösa kyrka

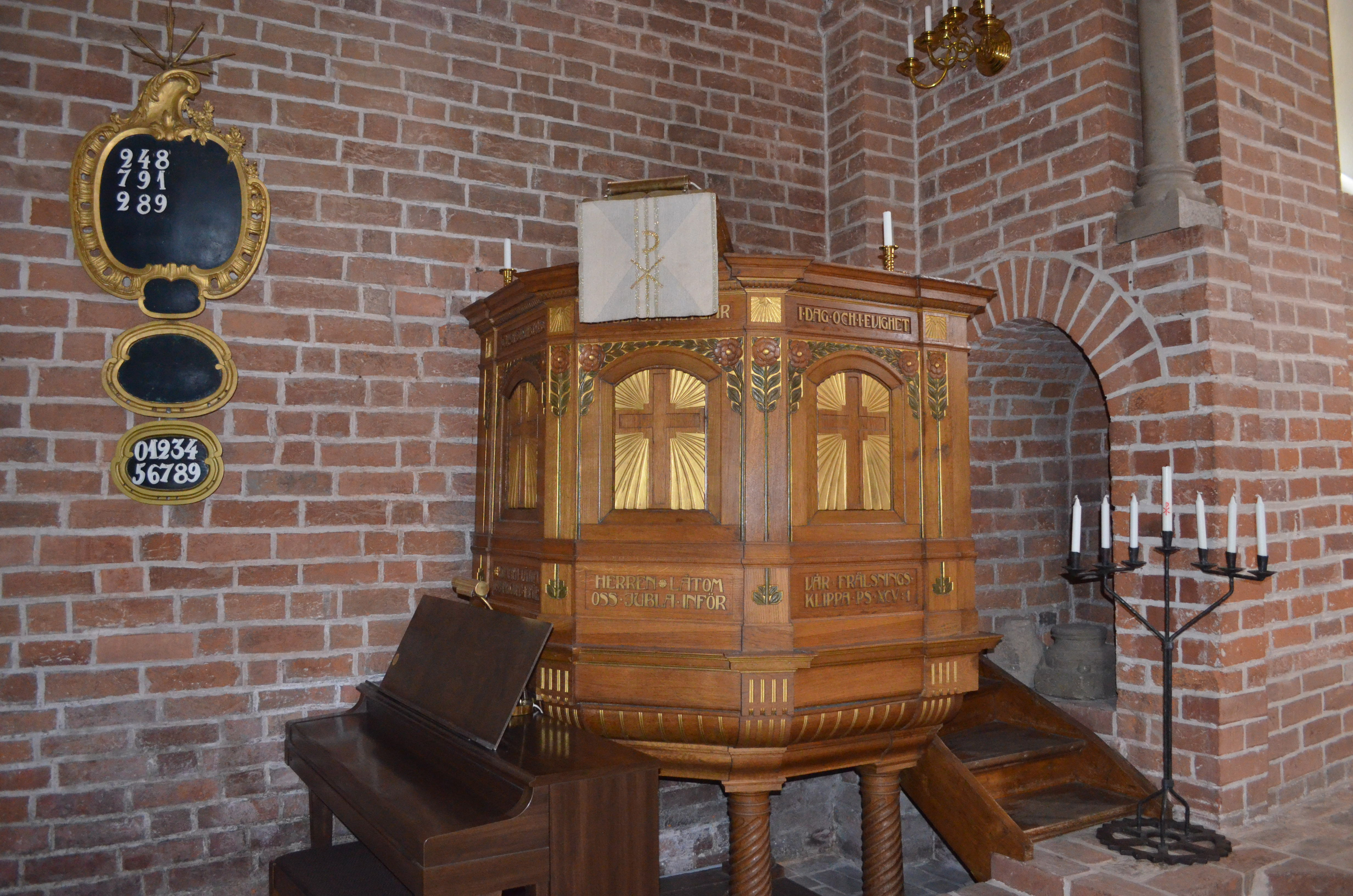
predikstolen

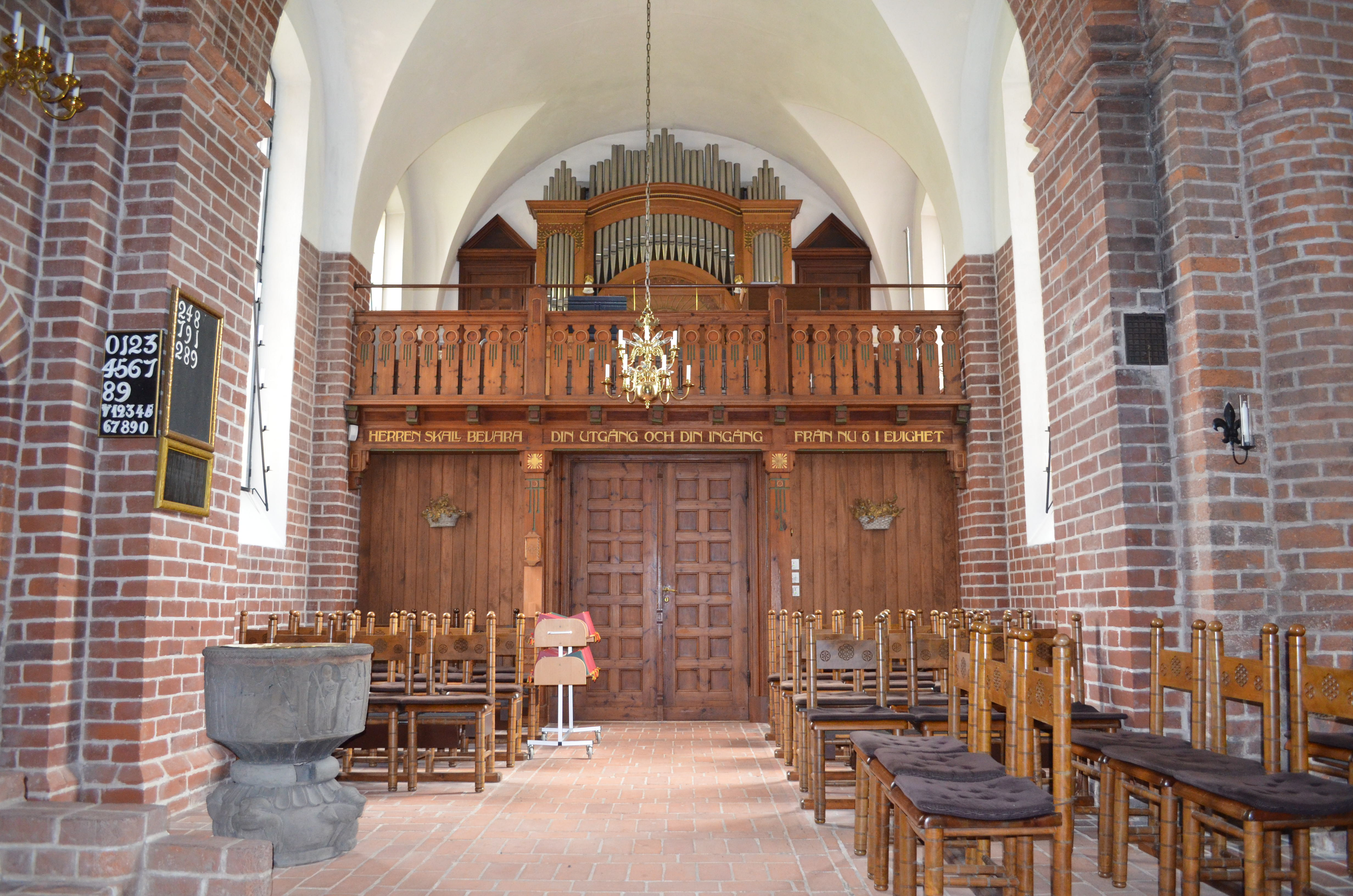
Orgeln

Gumlösa kyrka är en av kyrkobyggnad i Gumlösa. Den tillhör Vinslövs församling i Lunds stift. Gumlösa kyrka är en av Nordens äldsta tegelkyrkor.

## Kyrkobyggnaden
Enligt ett gammalt dokument i Gumlösa kyrka invigdes kyrkan den 26 oktober 1191 av ärkebiskop Absalon i Lund. Dateringen är dock aningen osäker. Vid invigningen ska även Norges ärkebiskop Eirik Ivarsson och biskop Stenar från Växjö ha närvarat. Den är Nordens äldsta byggnad, som  är uppförd i bränt tegel som säkert kunnat dateras. Teglet brändes i nära anslutning till byggplatsen.
Byggherre för kyrkan var Trugot Kettilsson som vid invigningen skänkte sin samling av helgonreliker till kyrkan. Reliksamlingen ska bland annat ha innehållit ett hårstrå från jungfru Maria och en bit från Kristi kors. Enligt en avskrift av en gammal inventarieförteckning ska det ha funnits så många som 96 olika reliker i kyrkans ägo.
Kyrkan hade redan från början både valv och torn, vilket är ovanligt för så gamla kyrkor. Kyrkans placering, på en kulle med uppsikt över vadstället över Almaån, de högt sittande fönsterna och bomhålen vid dörrarna tyder på att kyrkan också byggdes som försvarsställning. Under senmedeltiden byggdes tornets överdel om och trappgavlarna byggdes.
Exteriört ska kyrkan aldrig ha haft puts, utan det röda teglet har alltid varit synligt. Interiört togs putsen ner vid 1800-talets slut och det röda teglet framhävdes.
År 1904 härjades kyrkan av en eldsvåda, varvid nästan alla i kyrkan förvarade inventarier förstördes. Intet återstod mer än murarna och de massiva valven. Sedermera har kyrkan varsamt restaurerats efter Theodor Wåhlins ritningar. Då återfick kyrkan portaler och fönster i romansk stil.
En oanvänd gravsten föreställande Birger Nilsson (Grip) och hans hustru Brita Joakimsdotter Brahe finns på en av kyrkans väggar.

## Inventarier
Dopfunten är i stort sett det enda inventariet som klarade branden, eftersom den är gjord av sandsten. Dopfunten är den enda som är signerad av Tove stenmästare. Dopfunten är lika gammal som kyrkan själv och man antar att den stod i kyrkan vid invigningen.

### Orgel
- 1857 byggde Johan Magnus Blomqvist en orgel med 8 1/2 stämmor. Orgeln förstördes i en eldsvåda 1904.
- Den nuvarande orgeln byggdes 1906 av Olof Hammarberg, Göteborg och är en pneumatisk orgel. Orgeln renoverades 1987 av A. Mårtenssons Orgelfabrik AB, Lund.

| Manual              | Pedal   | Koppel     |
| Borduna 16´         | Bihängd | Man/Ped    |
| Principal 8´        |         | Man 4'/Man |
| Flûte harmonique 8' |         |            |
| Salicional 8'       |         |            |
| Violin 8'           |         |            |
| Gamba 4'            |         |            |
| Crescendosvällare   |         |            |